# مدوین بیتگه
مدوین بیتگه (انگلیسی: Medwin Biteghé؛ زادهٔ ۱ سپتامبر ۱۹۹۶) بازیکن فوتبال اهل گابن است.
وی همچنین در تیم ملی فوتبال گابن بازی کرده است.